# Anesthesioloog-pijnbestrijder

De Anesthesioloog-pijnbestrijder is een anesthesioloog die zich heeft gespecialiseerd in de chronische pijn.

## Soorten Pijnbestrijders
Naast de anesthesioloog-pijnbestrijder die binnen de eigen beroepsvereniging van de anesthesiologen een eigen register heeft, zodat officiële registratie mogelijk is, zijn er andere beroepsgroepen die zich bezighouden met pijn of chronische pijn. Dit zijn neurologen, psychologen, fysiotherapeuten en revalidatie-artsen. In sommige academische centra wordt ook met maatschappelijk werkers en psychiaters gewerkt.

## Behandelingen
De anesthesioloog-pijnbestrijder houdt zich bezig met zowel medicamenteuze als meer invasieve behandelmethodes zoals injecties, plexus- of wortelblokkades en thermolaesies.